# Daniel Presciutti
Daniel Presciutti (Tivoli, 6 novembre 1996) è un pallanuotista italiano, di ruolo difensore.

## Biografia
È il fratello minore di Christian e Nicholas, anch'essi pallanuotisti.

## Carriera
Cresce nella S.S. Lazio Nuoto prima di trasferirsi, nel 2013, al Torino 81. Con la formazione piemontese esordisce in Serie A2 (pallanuoto maschile) a soli 16 anni. La stagione seguente, con la calottina della Rari Nantes Sori, ottiene la promozione in Serie A1. Nel 2015 fa ritorno al Torino 81, centrando anche con i piemontesi una promozione in Serie A1 e restandoci per altre due stagioni. Nel 2018, data la retrocessione in A2 del Torino 81, ritorna nel massimo campionato vestendo i colori del Nuoto Catania. L'esperienza in Sicilia, però, non è certamente esaltante dal punto di vista sportivo, poiché i siciliani vengono retrocessi. Dopo il passaggio a Catania si trasferisce all'Anzio Waterpolis, ex Latina Pallanuoto, con cui nel 2021 è nuovamente promosso in Serie A1. Dopo una nuova retrocessione, nel 2023, si trasferisce alla R.N. Salerno allenata dal fratello Christian, con cui a fine campionato retrocede in Serie A2. Nel 2024 si trasferisce come allenatore al Grifone Nuoto, con cui a fine campionato è promosso in Serie B.